# Нойман, Оскар
Оскар Рудольф Нойман (нем. Oscar Rudolph Neumann; 3 сентября 1867, Берлин — 17 мая 1946, Чикаго) — немецкий орнитолог.

## Биография
Нойман рано начал интересоваться естествознанием и, в частности, миром птиц. В ноябре 1892 года он совершил свою первую поездку по Африке от Танга через север Танганьики и юг Уганды и Кении до озера Виктория. Он описал результаты своей поездки и привезённые образцы в орнитологическом журнале «Journal of Ornithology» и выставил их в Зоологическом музее Берлина.
В 1899 году Нойман отправился в двухлетнюю поездку по Сомалиленду и югу Эфиопии вместе с коллегой Карло фон Эрлангером. Результатом этой экспедиции стали описания 1 300 новых видов, опубликованные в специальных научных журналах.
В 1908 году из-за финансовых трудностей Нойман был вынужден принять должность в Зоологическом музее Уолтера Ротшильда в Тринге, где он и работал долгие годы. В 1941 году Нойман бежал из Берлина на Кубу, а затем в Чикаго, где последние годы своей жизни он работал хранителем Филдовского музея естественной истории.
Оскар Рудольф Нойман впервые описал многие виды и подвиды животных, иногда в сотрудничестве с Антоном Райхеновом и Эрнстом Хартертом.

## Труды
- Beiträge zu einer Revision der Laniarinen. In: Journal für Ornithologie. Bd. 47, Nr. 3, 1899, S. 387—417.
- Vögel von Schoa und Süd-Äthiopien. In: Journal für Ornithologie. Bd. 52, Nr. 3, 1904, S. 321—410.
- Vögel von Schoa und Süd-Äthiopien. In: Journal für Ornithologie. Bd. 53, Nr. 1, 1905, S. 184—243.
- Vögel von Schoa und Süd-Äthiopien. In: Journal für Ornithologie. Bd. 53, Nr. 2, 1905, S. 229—360.
- Vögel von Schoa und Süd-Äthiopien. In: Journal für Ornithologie. Bd. 54, Nr. 2, 1906, S. 229—300.
- Critical remarks on some Cameroon Birds. In: The Ibis. Bd. 69, Nr. 2, 1927, S. 502—508.